# Comuna Bilașiv, Ostroh
Bilașiv (în ucraineană Білашів) este o comună în raionul Ostroh, regiunea Rivne, Ucraina, formată din satele Bilașiv (reședința), Dereveance, Radujne și Tocevîkî.

## Demografie
Componența lingvistică a comunei Bilașiv
     Ucraineană (99,59%)
     Alte limbi (0,41%)
Conform recensământului din 2001, majoritatea populației comunei Bilașiv era vorbitoare de ucraineană (99,59%), existând în minoritate și vorbitori de alte limbi.